# Хенаро Родрігес
Хенаро Родрігес Серрано (ісп. Genaro Rodríguez Serrano, нар. 23 березня 1998? Херена) — іспанський футболіст, центральний захисник «Малаги». Також може грати як центральний півзахисник.

## Клубна кар'єра
Народився в Херені, Андалусія. Вихованець академії «Севільї». 13 травня 2016 року він підписав з клубом контракт до 2019 року.
Хенаро дебютував у складі третьої команди «Севілья C» 17 вересня 2017 року в матчі Терсери проти клубу «Сан-Роке де Лепе», а вже 25 березня 2018 року дебютував і у резервній команді, вийшовши на поле в гостьовому матчі Сегунди проти «Реалу Сарагоса» (1:0)
7 липня 2018 року Хенаро поновив контракт до 2021 року.
12 грудня 2019 року Хенаро дебютував у складі першої команди, розпочавши та зігравши повний гостьовий матч в останньому турі групового етапу Ліги Європи 2019/20 проти АПОЕЛа (0:1). За підсумками того сезону його команда виграла трофей.

## Досягнення
Севілья
- Переможець Ліги Європи УЄФА: 2019/20[6]